# نيكول غرين
نيكول غرين (بالإنجليزية: Nicole Green)‏ هي منافسة ألعاب القوى أمريكية، ولدت في 28 أكتوبر 1971.

## وصلات خارجية
- نيكول غرين على موقع الاتحاد الدولي لألعاب القوى (الإنجليزية)